# Article
|  | Aquest article tracta sobre gramàtica. Vegeu-ne altres significats a «Article (desambiguació)». |

L'article és una categoria gramatical, mot o afix, de la classe dels determinants que acompanya un nom comú i que n'especifica que l'entitat referida està identificada pels interlocutors: tinc llibres / tinc els llibres, en el segon exemple se sap de quins llibres es tracta.
En algunes llengües l'article pot ésser un afix (morfema flexiu), per exemple en èuscar etxea 'la casa', -a és l'article i en romanès oameni 'els homes', -i.
En català les formes de l'article de la varietat estàndard deriven dels demostratius llatins illud/illa, que volen dir 'aquell/aquella' (el llatí no tenia article). Tenen el mateix origen i forma, doncs, que la majoria dels pronoms personals febles de tercera persona.

## Classes d'articles
- Definit: usat per a referir-se a elements coneguts dins un conjunt més ampli, com el "the" anglès. En català els articles definits són el, la, els, les i la forma elidida del masculí i femení singular, les formes del dialecte nord-occidental lo, los i les diferents formes, també d'àmbit regional, d'article salat (es, sa, so, sos, ses i la forma elidida del singular). L'article salat fora d'on el seu ús és viu a la Catalunya Vella es conserva en molts de topònims, en els quals apareix aglutinat (Sant Climent Sescebes, Collserola). En les llengües romàniques els articles definits es contrauen amb determinades preposicions, diferents en cada llengua. En català els articles es contreuen amb a, de, per, amb el mot ca (contracció de 'casa') (can, cal) i amb el demostratiu neutre ço escrit, però, so (Son Bonet, Sos Ferrers, So n'Amonda). Llevat de la contracció can, l'article personal no segueix els altres articles en la manera de fer les contraccions: d'en, a en (antigament, an).
- Personal: acompanya els noms propis. En català són en i na i la forma elidida n' , que s'empren en registres informals, tot i que de vegades apareixen en el seu valor antic de tractament de respecte, aleshores escrits en majúscula. L'article definit pot acomplir, però, la mateixa funció d'article personal (la Maria, per exemple). Altres llengües fan ús de l'article definit, com ara el romanès.
- Indefinit: usat per a referir-se a elements desconeguts dins un conjunt o per a indicar qualsevol d'aquells elements. En català són un, una, uns, unes. En aquest cas molts gramàtics consideren que simplement és el numeral.
- Partitiu: emprat com a quantificador o per a noms incomptables, com els "du", "de la" i "des" del francès. En català no existeixen aquests articles.